# Tập phim thí điểm
Tập phim thí điểm hay thí điểm truyền hình (tiếng Anh: television pilot) là một tập phim độc lập của một bộ phim truyền hình được sử dụng để thử nghiệm trước khi sản xuất cho một mạng truyền hình hoặc một nhà sản xuất phim. Tại thời điểm ra mắt, tập phim này có ý nghĩa thử nghiệm để đánh giá liệu một phim truyền hình đó sẽ thành công hay thất bại. Do đó, đây là tập thử nghiệm cho loạt phim truyền hình dự định ra mắt, là bước đầu tiên trong quá trình phát triển loạt phim, giống như các nghiên cứu thí điểm đóng vai trò là tiền thân cho sự khởi đầu của một hoạt động nào đó. Một tập thí điểm được cho là tốt nhất khi nó tuân theo nguyên mẫu của chương trình truyền hình sẽ phát hành. Theo ước tính của tạp chí Variety, chỉ có khoảng hơn một phần tư trong số tất cả các tập thí điểm phát hành ở Hoa Kỳ sau này sẽ trở thành một phim chính thức. Hầu hết các tập thí điểm sẽ không bao giờ được trình chiếu công khai nếu họ không đủ điều kiện sản xuất được một loạt phim.

## Phân biệt với "tập đầu tiên"
Một tập thử nghiệm hầu như là tập đầu tiên của một phim truyền hình mới, được chiếu cho những người đứng đầu của hãng phim mà nó được bán trên thị trường.
Ngành công nghiệp truyền hình sử dụng thuật ngữ khác với hầu hết người xem. Người xem thường coi tập đầu tiên có sẵn là tập thí điểm. Do đó, họ cho rằng tập đầu tiên phát sóng cũng là tập thử nghiệm đã bán cho mạng truyền hình. Điều này không phải lúc nào cũng đúng. Chẳng hạn, tập phim "Invasion of the Bane" không phải là một tập thí điểm cho Những cuộc phiêu lưu của Sarah Jane vì BBC đã cam kết thực hiện hoàn chỉnh toàn bộ loạt phim trước khi xem bất kỳ nội dung được quay nào  - nhưng nó vẫn thường được gọi là một tập thí điểm. Trong bộ phim truyền hình siêu nhiên của Canada Lost Girl, nhà làm phim đã bán ý tưởng cho mạng truyền hình Showcase. Trường hợp này, tập thí điểm Vexed được sử dụng làm tập thứ tám của phần phim đầu tiên. Còn Trong trường hợp của Firefly, tập thí điểm ban đầu (Serenity) đã bị hãng sản xuất từ chối, và một tập khác, Train Job, được quay thay thế.
Đôi khi, người xem cũng sẽ gán từ "thí điểm" (pilot) cho tác phẩm đại diện cho lần xuất hiện đầu tiên của các nhân vật và tình huống mà sau đó được sử dụng cho toàn bộ loạt phim, ngay cả khi tác phẩm đó không được dùng làm tập thí điểm. Một ví dụ điển hình cho điều này là tập "Love and the Television Set" (sau này được đặt tên là "Love and the Happy Days"), một tập trong phim truyền hình Love, American Style có sự xuất hiện của gia đình Cickyham. Trên thực tế, đó là một tập thử nghiệm thất bại cho phim New Family in Town năm 1972, nhưng lại biến thành một tập thí điểm rất thành công cho Happy Days ra mắt năm 1974. Tuy nhiên, nhiều người lại khẳng định một cách chắc chắn rằng tập phim này là ý tưởng thí điểm cho loạt phim Happy Days, ngay cả nữ diễn viên Erin Moran cũng như người tạo ra nó, Garry Marshall cũng nghĩ như vậy.